# بروكس كير
بروكس كير (بالإنجليزية: Brooks Kerr)‏ هو عازف جاز وعازف بيانو أمريكي، ولد في 26 ديسمبر 1951 في نيو هيفن في الولايات المتحدة، وتوفي في 28 أبريل 2018 في نيويورك في الولايات المتحدة.

## وصلات خارجية
- بروكس كير على موقع ميوزك برينز (الإنجليزية)
- بروكس كير على موقع أول ميوزيك (الإنجليزية)
- بروكس كير على موقع ديسكوغز (الإنجليزية)